# ファンクションジェネレータ
ファンクションジェネレータ（function generator）とは、任意の周波数と波形を持った交流電圧信号を生成することのできる電気計測器である。

## 概要
主に機器のテスト信号を送り込むために使われ、標準信号発生器と機能や使われ方が似ているが、より低周波の領域で使用される。
初期の製品はアナログ式であったが、近年はディジタル化され任意の波形生成やディジタル変調にも対応した製品が一般的となっている。

## 仕様
基本的な構成は、電圧・周波数・波形などについての情報を表示する表示器と、これらのパラメーターを設定するためのボタンやダイヤル、1個または複数の出力端子（BNC型コネクタが多い）を備える。
- 周波数：下限はDCから、上限は数10～数100MHzまでが一般的である（標準信号発生器は下限100kHz、上限数百MHzまたは数GHz）。
- 出力インピーダンス：50Ωが一般的である。
- 波形：正弦波・矩形波・三角波・のこぎり波などが可能だが、最近の機種ではこれらを組み合わせて任意の波形を作ることが可能となっているものが存在する。
- 変調：AM・FM・PM・PWMやディジタル変調が可能である。

## メーカー
- アジレントテクノロジー
- 岩崎通信機
- エヌエフ回路設計ブロック
- 日本テクトロニクス
- 横河メータ&インスツルメンツ
- ローデシュワルツ
- Zurich Instruments